# Liste der niederländischen Botschafter in der DDR
| Ernannt / Akkreditiert | Name                                  | Bemerkungen | ernannt von   | akkreditiert bei | Posten verlassen |
| ---------------------- | ------------------------------------- | --- | ------------- | ---------------- | ---------------- |
| 24. Sep. 1973          | Kaspar Willem Reinink                 | „Preußen ist zwar als staatliche Einheit aufgehoben, aber als Geisteshaltung bestehen geblieben. In der DDR lebt Preußen weiter als >das klassische Land der Schulen und Kasernen<. Die Obrigkeit ist erdrückend. Die Bürokratie ist straff organisiert und reglementiert selbst streng. Die Begriffe >Obrigkeitsstaat< und >Untertanengeist< drängen sich hier unwillkürliche auf ... Der militärische Apparat kennzeichnet sich durch Disziplin. Der Soldat marschiert und paradiert nach Marschmusik und >Klingelspiel< und erinnert den Zuschauer an die Zeilen, die der Garnisons-Verwaltungs-Oberinspektor Neumann um 1834 mit Pathos niederschrieb:>Gegrüsset Preussen, Männer ohne Wanken, Du Volk in Waffen, Du Spartanerheer“ – Bericht bei einem Brief Botschafter K.W. Reininks aus Berlin vom 28. Juli 1977 an das Außenministerium | Joop den Uyl  | Erich Honecker   | 1977             |
| 1979                   | Adrianus Johannes Marie van der Maade | | Dries van Agt | Erich Honecker   | 2. Juni 1982     |
| 1983                   | Roland Hugo van Limburg-Stirum        | | Ruud Lubbers  | Erich Honecker   |                  |
| 1985                   | F. Springer                           | | Ruud Lubbers  | Erich Honecker   | 1989             |
| 1989                   | Egbert Frederik Jacobs                | 1992–1993: Botschafter in Helsinki, auch in Tallinn akkreditiert, 1996 Vertreter bei der OECD, 14. März 2001–2002: Botschafter in Tokio. 2006–2008 Botschafter in Rom. | Ruud Lubbers  | Erich Honecker   | 3. Okt. 1990     |

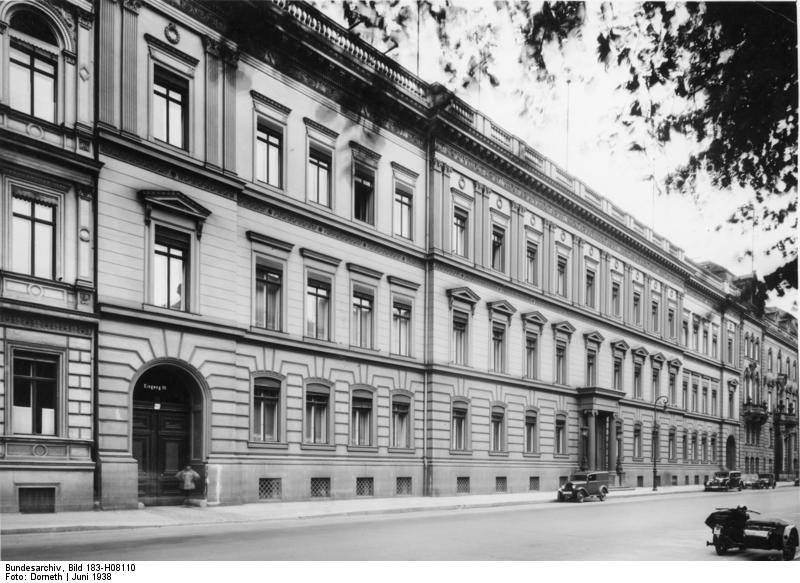
Gebäude des Preußischen Justizministeriums Wilhelmstraße 65, ein Ort im Hinterland der Berliner Mauer, konnte von 1964 bis 1993 als Otto-Grotewohl-Straße südlich der Clara-Zetkin-Straße lokalisiert werden.
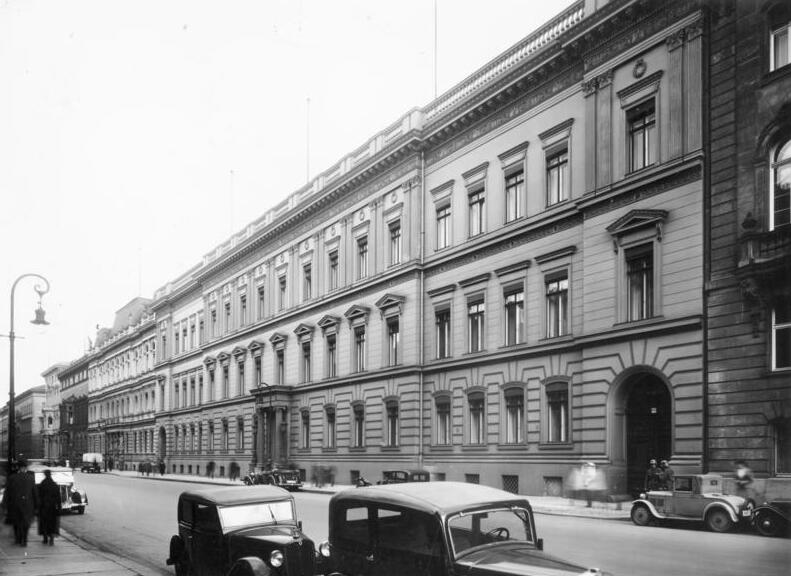
Otto-Grotewohl-Straße5/II
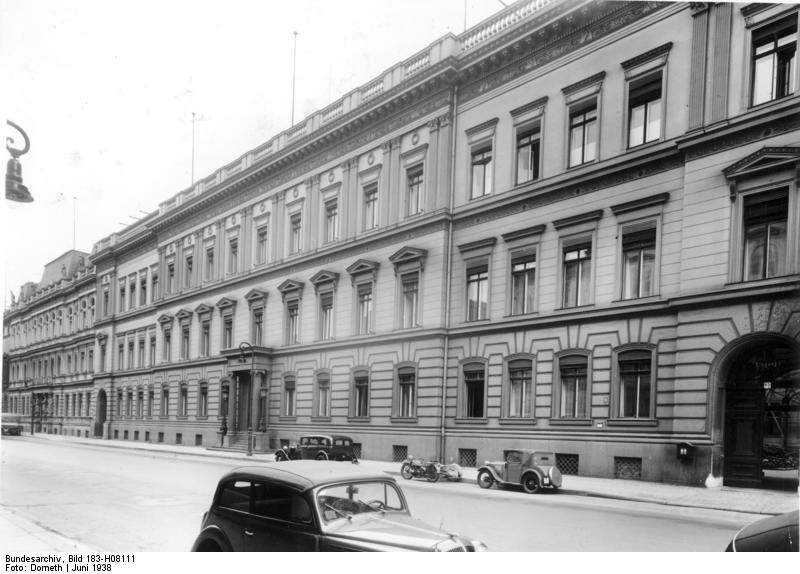
Neben der niederländischen hatten hier die syrische, die afghanische, die griechische, die pakistanische und die portugiesische Regierung sowie die Kommerzielle Koordinierung eine Vertretung. Juni 1938 Fotograf: Dorneth

Im Januar 1973 erfolgte die gegenseitige diplomatische Anerkennung der Niederlande und der DDR.
1982 suchte ein Bürger der Deutschen Demokratischen Republik (DDR) Asyl in der königlich niederländischen Botschaft, er wurde lästig und der Botschaft verwiesen.